# Liebe zu Lydia
Liebe zu Lydia (Originaltitel Love for Lydia) ist eine dreizehnteilige britische Fernsehserie der London Weekend Television (LWT) von 1977.
Die Serie basiert auf einem halbautobiografischen Roman des britischen Autors H. E. Bates, der zuerst 1952 veröffentlicht wurde.
In Deutschland wurde sie ab November 1978 in der ARD ausgestrahlt.
Schauplatz ist die Kleinstadt Eversford Ende der 1920er, Anfang der 1930er Jahre. Lydia, jung und lebenslustig, akzeptiert die konventionellen Vorgaben für ihr weiteres Leben nicht und strebt nach Ungebundenheit und Abenteuern. Sie hat zwar mehrere Verehrer, keiner davon aber versteht ihren Drang nach Unabhängigkeit und ihre Angst vor der Bindung an einen Partner.
Die Rolle der Lydia wird von Mel Martin gespielt. Außerdem wirken u. a. mit: Christopher Blake, Christopher Hancock, Peter Davison, Jeremy Irons, Natasha Parry, Wendy Gifford, Ralph Arliss und Sherrie Hewson.